# Ярославов-Оболенский, Александр Иванович
Александр Иванович Ярославов-Оболенский (? — 21 июля 1570) — князь, голова, наместник и воевода во времена правления Ивана IV Васильевича Грозного, последний представитель княжеского рода Ярославовы-Оболенские.
Сын князя Ивана Константиновича Ярославова-Оболенского.

## Биография
Полковой голова в полку царевича Шиг-Алея в Ливонском походе (1557). Полковой голова в полку царевича Тохтамыша (1559). Воевода Сторожевого полка в походе к Полоцку (1561—1563), потом воевода Большого полка. Назначен воеводой в Великие Луки (13 марта 1564). Наместник Новгорода-Северского.
По сказаниям князя Курбского, Александр Иванович казнён Иваном Грозным. В Синодике опальных упоминается князь Александр Иванович Ярославов, казнённый в Москве († 21 июля 1570), по делу о заговоре в земщине. С его смертью пресёкся княжеский род Ярославовых-Оболенских.